# FiskeribladetFiskaren
FiskeribladetFiskaren är en norsk rikstäckande tidning för kustnäringen i Norge. Tidningen kom ut första gången 2 maj 2008 och är ett resultat av en fusion mellan Fiskeribladet och Fiskaren. Fusionen blev tillkännagjord 1 oktober 2007.
Tidningen har redaktionslokaler i Tromsø, Bergen och Harstad men utges från huvudkontoret i Tromsø.
Tidningen kommer ut tre gånger i veckan med en upplaga på 13 000 och har runt 50 000 läsare. Man har också en nättidning.